# Takapsestis wilemaniella
Takapsestis wilemaniella är en fjärilsart som beskrevs av Matsumura 1933. Takapsestis wilemaniella ingår i släktet Takapsestis och familjen sikelvingar. Inga underarter finns listade i Catalogue of Life.